# きらきら★ムービー
『きらきら★ムービー』は、2013年4月6日から同年12月21日まで琉球朝日放送で毎週土曜 9:30 - 11:25 （JST）に放送されていた映画番組である。

## 概要
日曜日に放送されている『日曜スペシャル』で映画もしくはテレビ東京製作の特別番組を放送することが多かったが、2013年4月から固定の映画放送枠を設けることになった。『日曜スペシャル』枠では現在でも不定期に映画が放送されている。

## 放送作品
- デンジャラス・ビューティー（4月6日）
- ショコラ（4月13日）
- 完全犯罪クラブ（4月20日）
- 星砂の島のちいさな天使 〜マーメイドスマイル〜（4月27日）
- プリティ・リーグ（5月4日）
- デンジャラス・ビューティー2（5月11日）
- プリンセス ダイアナ 〜最後の1年〜（5月18日）
- うた魂♪（5月25日）
- 花田少年史 幽霊と秘密のトンネル（6月1日）
- 偶然の恋人（6月8日）
- 南極料理人（6月15日）
- グース（6月22日）
- コール（6月29日）
- ハリウッド式 恋のから騒ぎ（7月6日）
- ランダム・ハーツ（7月13日）
- 銀のエンゼル（7月27日）
- タッチ・オブ・スパイス（8月3日）
- ジェイン・オースティン 秘められた恋（8月10日）
- ニライカナイからの手紙（8月17日）
- ヤァヤァ・シスターズの聖なる秘密（8月24日）
- ミス・ポター（8月31日）
- ワンス・アンド・フォーエバー（9月7日）
- エリン・ブロコビッチ（9月14日）
- モンスター（9月21日）
- パーマネント野ばら（9月28日）
- 50歳の恋愛白書（10月5日）
- 自虐の詩（10月12日）
- ツイステッド（10月19日）※PG-12作品
- ロミオ+ジュリエット（10月26日）
- レッスン!（11月2日）
- 7つの贈り物（11月9日）
- トゥー・ウィークス・ノーティス（11月16日）
- カフーを待ちわびて（11月23日）
- シティ・オブ・エンジェル（11月30日）
- Dr.パルナサスの鏡（12月14日）
- メリーに首ったけ（12月21日）

### 補足
- 7月20日には「第95回全国高校野球選手権記念沖縄大会 準決勝」放送のために放送休止。
- 12月4日にも放送休止。